# Mantellisaurus atherfieldensis
Mantellisaurus atherfieldensis es la única especie conocida del género extinto Mantellisaurus ("lagarto de Mantell") de dinosaurio ornitópodo Iguanodóntido, que vivió a mediados del período Cretácico, hace aproximadamente 125 millones de años, entre el Barremiense y el Aptiense, en lo que hoy es Europa. 

## Descripción
Fue un herbívoro bípedo parecido al Iguanodon, pero de una constitución física más ligera y más emparentado con el Ouranosaurus haciendo de Iguanodon parafilético en un sentido tradicional. Alcanzó los 7 metros de largo y 750 kilogramos de peso. Este nuevo género fue creado por Gregory S. Paul en el 2006, con el fin de incluir al Iguanodon atherfieldensis. Sus extremidades anteriores eran proporcionalmente más cortas que las de I. bernissartensis. En Mantellisaurus, las extremidades anteriores tenían aproximadamente la mitad de la longitud de las extremidades posteriores, mientras que tenían aproximadamente el 70 % de la longitud de las extremidades posteriores en I. bernissartensis. Debido a la corta longitud de sus extremidades anteriores y su cuerpo corto, Paul propuso que era principalmente bípedo, solo a cuatro patas cuando estaba parado o moviéndose lentamente.

## Descubrimiento e investigación
Los fósiles del holotipo,  NHMUK R5764, fueron descubiertos en 1917 por Reginald Hooley en Atherfield, al sudoeste de la isla de Wight, Inglaterra. Lo llamó póstumamente Iguanodon atherfieldensis en 1925. Atherfield es el nombre de un pueblo en la costa suroeste de la isla de Wight donde se encontró el fósil. Los sinónimos incluyen Dollodon y posiblemente Proplanicoxa. Cada unos de estos taxones son incluidos como sinónimos de  I. atherfieldensis en la revisión de 2004 de Iguanodontia en The Dinosauria. Se conoce por muchos esqueletos completos y casi completos. El nombre del género honra a Gideon Mantell, el descubridor de Iguanodon. Sus miembros anteriores eran proporcionalmente más cortos que los de I. bernissartensis. En Mantellisaurus los miembros delanteros medían casi mitad de la longitud de los miembros traseros mientras que eran de cerca del 70 por ciento de la longitud de los miembros traseros en I. bernissartensis. Debido a la longitud corta de sus miembros delanteros y a la brevedad de su cuerpo, Paul propuso que sobre todo fuera bípedo, solamente yendo en cuatro patas al detenerse o cuando estaba moviéndose lentamente.
El espécimen IRSNB 1551 de Sainte-Barbe Clays, Bélgica, se convirtió en el segundo esqueleto montado de un dinosaurio no aviar hecho principalmente de hueso real cuando Louis Dollo lo exhibió en 1884. Este espécimen fue originalmente asignado a Iguanodon mantelli por George Albert Boulenger en 1881, pero en 1986 se pensó que pertenecía a Iguanodon atherfieldensis por David Bruce Norman. El espécimen fue asignado a su propio género y especie, Dollodon bampingi, por Gregory S. Paul en 2008. El género recibió el nombre de Dollo, quien describió por primera vez los restos y el nombre específico. fue en honor del popular escritor de ciencias Daniel Bamping, quien ayudó a Paul en sus investigaciones.
Paul notó varias diferencias entre el tipo Mantellisaurus, NHMUK R5764 y el IRSNB 1551. El tipo Mantellisaurus tenía extremidades anteriores proporcionalmente más cortas con una pelvis más grande y argumentó que probablemente era más bípedo, mientras que el IRSNB 1551 tenía más probabilidades de ser cuadrúpedo. Paul también notó que el hocico y el tronco del IRSNB 1551 eran proporcionalmente más largos que el espécimen tipo Mantellisaurus.
La validez de Dollodon ha sido disputada desde entonces. En 2010, Kenneth Carpenter y Yusuke Ishida sinonimizaron Dollodon bampingi con Iguanodon seelyi, una especie basada en BMNH R 28685 de la Formación Wessex, Inglaterra. Del mismo modo, David B. Norman y Andrew McDonald no consideran a Dollodon como un género o especie válido, sino que lo incluyen con Mantellisaurus.

## Clasificación
Inicialmente, el Mantellisaurus fue clasificado como Iguanodon atherfieldensis. No fue hasta 2006 que Gregory S. Paul lo reconoció como un nuevo tipo de dinosaurio. De un análisis cladista realizado por McDonald, Barrett y Chapman en 2010, se deduce que Mantellisaurus atherfieldensis es un taxón hermano de Dollodon bampingi y que ambas especies son los representantes más basales del clado que incluye a los hadrosáuridos y todos los taxones que tienen un ancestro común más reciente con ellos que el de Iguanodon, es decir, el clado Hadrosauroidea según Sereno en 2005. McDonald en 2012 reconoció a M. atherfieldensis como un antiguo sinónimo de Dollodon bampingi y probablemente también Proplanicoxa galtoni.

### Filogenia
El cladograma mostrado a continuación sigue el análisis presentado por Andrew McDonald, 2012.
|  | Hippodraco scutodens |
|  |                      |
|  | Theiophytalia kerri  |
|  |                      |

|                | Iguanodon bernissartensis                                                                |
|                |                                                                                          |
| Hadrosauroidea | \| \| Mantellisaurus atherfieldensis \| \| \| \| \| \| Otros hadrosauroideos \| \| \| \| |
|                | \| \| Mantellisaurus atherfieldensis \| \| \| \| \| \| Otros hadrosauroideos \| \| \| \| |
|                | Mantellisaurus atherfieldensis                                                           |
|                |                                                                                          |
|                | Otros hadrosauroideos                                                                    |
|                |                                                                                          |

|  | Mantellisaurus atherfieldensis |
|  |                                |
|  | Otros hadrosauroideos          |
|  |                                |

|                | Iguanodon bernissartensis                                                                |
|                |                                                                                          |
| Hadrosauroidea | \| \| Mantellisaurus atherfieldensis \| \| \| \| \| \| Otros hadrosauroideos \| \| \| \| |
|                | \| \| Mantellisaurus atherfieldensis \| \| \| \| \| \| Otros hadrosauroideos \| \| \| \| |
|                | Mantellisaurus atherfieldensis                                                           |
|                |                                                                                          |
|                | Otros hadrosauroideos                                                                    |
|                |                                                                                          |

|  | Mantellisaurus atherfieldensis |
|  |                                |
|  | Otros hadrosauroideos          |
|  |                                |

|                | Iguanodon bernissartensis                                                                |
|                |                                                                                          |
| Hadrosauroidea | \| \| Mantellisaurus atherfieldensis \| \| \| \| \| \| Otros hadrosauroideos \| \| \| \| |
|                | \| \| Mantellisaurus atherfieldensis \| \| \| \| \| \| Otros hadrosauroideos \| \| \| \| |
|                | Mantellisaurus atherfieldensis                                                           |
|                |                                                                                          |
|                | Otros hadrosauroideos                                                                    |
|                |                                                                                          |

|  | Mantellisaurus atherfieldensis |
|  |                                |
|  | Otros hadrosauroideos          |
|  |                                |

|                | Iguanodon bernissartensis                                                                |
|                |                                                                                          |
| Hadrosauroidea | \| \| Mantellisaurus atherfieldensis \| \| \| \| \| \| Otros hadrosauroideos \| \| \| \| |
|                | \| \| Mantellisaurus atherfieldensis \| \| \| \| \| \| Otros hadrosauroideos \| \| \| \| |
|                | Mantellisaurus atherfieldensis                                                           |
|                |                                                                                          |
|                | Otros hadrosauroideos                                                                    |
|                |                                                                                          |

|  | Mantellisaurus atherfieldensis |
|  |                                |
|  | Otros hadrosauroideos          |
|  |                                |

|                | Iguanodon bernissartensis                                                                |
|                |                                                                                          |
| Hadrosauroidea | \| \| Mantellisaurus atherfieldensis \| \| \| \| \| \| Otros hadrosauroideos \| \| \| \| |
|                | \| \| Mantellisaurus atherfieldensis \| \| \| \| \| \| Otros hadrosauroideos \| \| \| \| |
|                | Mantellisaurus atherfieldensis                                                           |
|                |                                                                                          |
|                | Otros hadrosauroideos                                                                    |
|                |                                                                                          |

|  | Mantellisaurus atherfieldensis |
|  |                                |
|  | Otros hadrosauroideos          |
|  |                                |

|                | Iguanodon bernissartensis                                                                |
|                |                                                                                          |
| Hadrosauroidea | \| \| Mantellisaurus atherfieldensis \| \| \| \| \| \| Otros hadrosauroideos \| \| \| \| |
|                | \| \| Mantellisaurus atherfieldensis \| \| \| \| \| \| Otros hadrosauroideos \| \| \| \| |
|                | Mantellisaurus atherfieldensis                                                           |
|                |                                                                                          |
|                | Otros hadrosauroideos                                                                    |
|                |                                                                                          |

|  | Mantellisaurus atherfieldensis |
|  |                                |
|  | Otros hadrosauroideos          |
|  |                                |

|                | Iguanodon bernissartensis                                                                |
|                |                                                                                          |
| Hadrosauroidea | \| \| Mantellisaurus atherfieldensis \| \| \| \| \| \| Otros hadrosauroideos \| \| \| \| |
|                | \| \| Mantellisaurus atherfieldensis \| \| \| \| \| \| Otros hadrosauroideos \| \| \| \| |
|                | Mantellisaurus atherfieldensis                                                           |
|                |                                                                                          |
|                | Otros hadrosauroideos                                                                    |
|                |                                                                                          |

|  | Mantellisaurus atherfieldensis |
|  |                                |
|  | Otros hadrosauroideos          |
|  |                                |

|                | Iguanodon bernissartensis                                                                |
|                |                                                                                          |
| Hadrosauroidea | \| \| Mantellisaurus atherfieldensis \| \| \| \| \| \| Otros hadrosauroideos \| \| \| \| |
|                | \| \| Mantellisaurus atherfieldensis \| \| \| \| \| \| Otros hadrosauroideos \| \| \| \| |
|                | Mantellisaurus atherfieldensis                                                           |
|                |                                                                                          |
|                | Otros hadrosauroideos                                                                    |
|                |                                                                                          |

|  | Mantellisaurus atherfieldensis |
|  |                                |
|  | Otros hadrosauroideos          |
|  |                                |

|                | Iguanodon bernissartensis                                                                |
|                |                                                                                          |
| Hadrosauroidea | \| \| Mantellisaurus atherfieldensis \| \| \| \| \| \| Otros hadrosauroideos \| \| \| \| |
|                | \| \| Mantellisaurus atherfieldensis \| \| \| \| \| \| Otros hadrosauroideos \| \| \| \| |
|                | Mantellisaurus atherfieldensis                                                           |
|                |                                                                                          |
|                | Otros hadrosauroideos                                                                    |
|                |                                                                                          |

|  | Mantellisaurus atherfieldensis |
|  |                                |
|  | Otros hadrosauroideos          |
|  |                                |

|                | Iguanodon bernissartensis                                                                |
|                |                                                                                          |
| Hadrosauroidea | \| \| Mantellisaurus atherfieldensis \| \| \| \| \| \| Otros hadrosauroideos \| \| \| \| |
|                | \| \| Mantellisaurus atherfieldensis \| \| \| \| \| \| Otros hadrosauroideos \| \| \| \| |
|                | Mantellisaurus atherfieldensis                                                           |
|                |                                                                                          |
|                | Otros hadrosauroideos                                                                    |
|                |                                                                                          |

|  | Mantellisaurus atherfieldensis |
|  |                                |
|  | Otros hadrosauroideos          |
|  |                                |

|                | Iguanodon bernissartensis                                                                |
|                |                                                                                          |
| Hadrosauroidea | \| \| Mantellisaurus atherfieldensis \| \| \| \| \| \| Otros hadrosauroideos \| \| \| \| |
|                | \| \| Mantellisaurus atherfieldensis \| \| \| \| \| \| Otros hadrosauroideos \| \| \| \| |
|                | Mantellisaurus atherfieldensis                                                           |
|                |                                                                                          |
|                | Otros hadrosauroideos                                                                    |
|                |                                                                                          |

|  | Mantellisaurus atherfieldensis |
|  |                                |
|  | Otros hadrosauroideos          |
|  |                                |

|                | Iguanodon bernissartensis                                                                |
|                |                                                                                          |
| Hadrosauroidea | \| \| Mantellisaurus atherfieldensis \| \| \| \| \| \| Otros hadrosauroideos \| \| \| \| |
|                | \| \| Mantellisaurus atherfieldensis \| \| \| \| \| \| Otros hadrosauroideos \| \| \| \| |
|                | Mantellisaurus atherfieldensis                                                           |
|                |                                                                                          |
|                | Otros hadrosauroideos                                                                    |
|                |                                                                                          |

|  | Mantellisaurus atherfieldensis |
|  |                                |
|  | Otros hadrosauroideos          |
|  |                                |

|                | Iguanodon bernissartensis                                                                |
|                |                                                                                          |
| Hadrosauroidea | \| \| Mantellisaurus atherfieldensis \| \| \| \| \| \| Otros hadrosauroideos \| \| \| \| |
|                | \| \| Mantellisaurus atherfieldensis \| \| \| \| \| \| Otros hadrosauroideos \| \| \| \| |
|                | Mantellisaurus atherfieldensis                                                           |
|                |                                                                                          |
|                | Otros hadrosauroideos                                                                    |
|                |                                                                                          |

|  | Mantellisaurus atherfieldensis |
|  |                                |
|  | Otros hadrosauroideos          |
|  |                                |

|                | Iguanodon bernissartensis                                                                |
|                |                                                                                          |
| Hadrosauroidea | \| \| Mantellisaurus atherfieldensis \| \| \| \| \| \| Otros hadrosauroideos \| \| \| \| |
|                | \| \| Mantellisaurus atherfieldensis \| \| \| \| \| \| Otros hadrosauroideos \| \| \| \| |
|                | Mantellisaurus atherfieldensis                                                           |
|                |                                                                                          |
|                | Otros hadrosauroideos                                                                    |
|                |                                                                                          |

|  | Mantellisaurus atherfieldensis |
|  |                                |
|  | Otros hadrosauroideos          |
|  |                                |

|                | Iguanodon bernissartensis                                                                |
|                |                                                                                          |
| Hadrosauroidea | \| \| Mantellisaurus atherfieldensis \| \| \| \| \| \| Otros hadrosauroideos \| \| \| \| |
|                | \| \| Mantellisaurus atherfieldensis \| \| \| \| \| \| Otros hadrosauroideos \| \| \| \| |
|                | Mantellisaurus atherfieldensis                                                           |
|                |                                                                                          |
|                | Otros hadrosauroideos                                                                    |
|                |                                                                                          |

|  | Mantellisaurus atherfieldensis |
|  |                                |
|  | Otros hadrosauroideos          |
|  |                                |

|                | Iguanodon bernissartensis                                                                |
|                |                                                                                          |
| Hadrosauroidea | \| \| Mantellisaurus atherfieldensis \| \| \| \| \| \| Otros hadrosauroideos \| \| \| \| |
|                | \| \| Mantellisaurus atherfieldensis \| \| \| \| \| \| Otros hadrosauroideos \| \| \| \| |
|                | Mantellisaurus atherfieldensis                                                           |
|                |                                                                                          |
|                | Otros hadrosauroideos                                                                    |
|                |                                                                                          |

|  | Mantellisaurus atherfieldensis |
|  |                                |
|  | Otros hadrosauroideos          |
|  |                                |

|  | Hippodraco scutodens |
|  |                      |
|  | Theiophytalia kerri  |
|  |                      |

|                | Iguanodon bernissartensis                                                                |
|                |                                                                                          |
| Hadrosauroidea | \| \| Mantellisaurus atherfieldensis \| \| \| \| \| \| Otros hadrosauroideos \| \| \| \| |
|                | \| \| Mantellisaurus atherfieldensis \| \| \| \| \| \| Otros hadrosauroideos \| \| \| \| |
|                | Mantellisaurus atherfieldensis                                                           |
|                |                                                                                          |
|                | Otros hadrosauroideos                                                                    |
|                |                                                                                          |

|  | Mantellisaurus atherfieldensis |
|  |                                |
|  | Otros hadrosauroideos          |
|  |                                |

|                | Iguanodon bernissartensis                                                                |
|                |                                                                                          |
| Hadrosauroidea | \| \| Mantellisaurus atherfieldensis \| \| \| \| \| \| Otros hadrosauroideos \| \| \| \| |
|                | \| \| Mantellisaurus atherfieldensis \| \| \| \| \| \| Otros hadrosauroideos \| \| \| \| |
|                | Mantellisaurus atherfieldensis                                                           |
|                |                                                                                          |
|                | Otros hadrosauroideos                                                                    |
|                |                                                                                          |

|  | Mantellisaurus atherfieldensis |
|  |                                |
|  | Otros hadrosauroideos          |
|  |                                |

|                | Iguanodon bernissartensis                                                                |
|                |                                                                                          |
| Hadrosauroidea | \| \| Mantellisaurus atherfieldensis \| \| \| \| \| \| Otros hadrosauroideos \| \| \| \| |
|                | \| \| Mantellisaurus atherfieldensis \| \| \| \| \| \| Otros hadrosauroideos \| \| \| \| |
|                | Mantellisaurus atherfieldensis                                                           |
|                |                                                                                          |
|                | Otros hadrosauroideos                                                                    |
|                |                                                                                          |

|  | Mantellisaurus atherfieldensis |
|  |                                |
|  | Otros hadrosauroideos          |
|  |                                |

|                | Iguanodon bernissartensis                                                                |
|                |                                                                                          |
| Hadrosauroidea | \| \| Mantellisaurus atherfieldensis \| \| \| \| \| \| Otros hadrosauroideos \| \| \| \| |
|                | \| \| Mantellisaurus atherfieldensis \| \| \| \| \| \| Otros hadrosauroideos \| \| \| \| |
|                | Mantellisaurus atherfieldensis                                                           |
|                |                                                                                          |
|                | Otros hadrosauroideos                                                                    |
|                |                                                                                          |

|  | Mantellisaurus atherfieldensis |
|  |                                |
|  | Otros hadrosauroideos          |
|  |                                |

|                | Iguanodon bernissartensis                                                                |
|                |                                                                                          |
| Hadrosauroidea | \| \| Mantellisaurus atherfieldensis \| \| \| \| \| \| Otros hadrosauroideos \| \| \| \| |
|                | \| \| Mantellisaurus atherfieldensis \| \| \| \| \| \| Otros hadrosauroideos \| \| \| \| |
|                | Mantellisaurus atherfieldensis                                                           |
|                |                                                                                          |
|                | Otros hadrosauroideos                                                                    |
|                |                                                                                          |

|  | Mantellisaurus atherfieldensis |
|  |                                |
|  | Otros hadrosauroideos          |
|  |                                |

|                | Iguanodon bernissartensis                                                                |
|                |                                                                                          |
| Hadrosauroidea | \| \| Mantellisaurus atherfieldensis \| \| \| \| \| \| Otros hadrosauroideos \| \| \| \| |
|                | \| \| Mantellisaurus atherfieldensis \| \| \| \| \| \| Otros hadrosauroideos \| \| \| \| |
|                | Mantellisaurus atherfieldensis                                                           |
|                |                                                                                          |
|                | Otros hadrosauroideos                                                                    |
|                |                                                                                          |

|  | Mantellisaurus atherfieldensis |
|  |                                |
|  | Otros hadrosauroideos          |
|  |                                |

|                | Iguanodon bernissartensis                                                                |
|                |                                                                                          |
| Hadrosauroidea | \| \| Mantellisaurus atherfieldensis \| \| \| \| \| \| Otros hadrosauroideos \| \| \| \| |
|                | \| \| Mantellisaurus atherfieldensis \| \| \| \| \| \| Otros hadrosauroideos \| \| \| \| |
|                | Mantellisaurus atherfieldensis                                                           |
|                |                                                                                          |
|                | Otros hadrosauroideos                                                                    |
|                |                                                                                          |

|  | Mantellisaurus atherfieldensis |
|  |                                |
|  | Otros hadrosauroideos          |
|  |                                |

|                | Iguanodon bernissartensis                                                                |
|                |                                                                                          |
| Hadrosauroidea | \| \| Mantellisaurus atherfieldensis \| \| \| \| \| \| Otros hadrosauroideos \| \| \| \| |
|                | \| \| Mantellisaurus atherfieldensis \| \| \| \| \| \| Otros hadrosauroideos \| \| \| \| |
|                | Mantellisaurus atherfieldensis                                                           |
|                |                                                                                          |
|                | Otros hadrosauroideos                                                                    |
|                |                                                                                          |

|  | Mantellisaurus atherfieldensis |
|  |                                |
|  | Otros hadrosauroideos          |
|  |                                |

|                | Iguanodon bernissartensis                                                                |
|                |                                                                                          |
| Hadrosauroidea | \| \| Mantellisaurus atherfieldensis \| \| \| \| \| \| Otros hadrosauroideos \| \| \| \| |
|                | \| \| Mantellisaurus atherfieldensis \| \| \| \| \| \| Otros hadrosauroideos \| \| \| \| |
|                | Mantellisaurus atherfieldensis                                                           |
|                |                                                                                          |
|                | Otros hadrosauroideos                                                                    |
|                |                                                                                          |

|  | Mantellisaurus atherfieldensis |
|  |                                |
|  | Otros hadrosauroideos          |
|  |                                |

|                | Iguanodon bernissartensis                                                                |
|                |                                                                                          |
| Hadrosauroidea | \| \| Mantellisaurus atherfieldensis \| \| \| \| \| \| Otros hadrosauroideos \| \| \| \| |
|                | \| \| Mantellisaurus atherfieldensis \| \| \| \| \| \| Otros hadrosauroideos \| \| \| \| |
|                | Mantellisaurus atherfieldensis                                                           |
|                |                                                                                          |
|                | Otros hadrosauroideos                                                                    |
|                |                                                                                          |

|  | Mantellisaurus atherfieldensis |
|  |                                |
|  | Otros hadrosauroideos          |
|  |                                |

|                | Iguanodon bernissartensis                                                                |
|                |                                                                                          |
| Hadrosauroidea | \| \| Mantellisaurus atherfieldensis \| \| \| \| \| \| Otros hadrosauroideos \| \| \| \| |
|                | \| \| Mantellisaurus atherfieldensis \| \| \| \| \| \| Otros hadrosauroideos \| \| \| \| |
|                | Mantellisaurus atherfieldensis                                                           |
|                |                                                                                          |
|                | Otros hadrosauroideos                                                                    |
|                |                                                                                          |

|  | Mantellisaurus atherfieldensis |
|  |                                |
|  | Otros hadrosauroideos          |
|  |                                |

|                | Iguanodon bernissartensis                                                                |
|                |                                                                                          |
| Hadrosauroidea | \| \| Mantellisaurus atherfieldensis \| \| \| \| \| \| Otros hadrosauroideos \| \| \| \| |
|                | \| \| Mantellisaurus atherfieldensis \| \| \| \| \| \| Otros hadrosauroideos \| \| \| \| |
|                | Mantellisaurus atherfieldensis                                                           |
|                |                                                                                          |
|                | Otros hadrosauroideos                                                                    |
|                |                                                                                          |

|  | Mantellisaurus atherfieldensis |
|  |                                |
|  | Otros hadrosauroideos          |
|  |                                |

|                | Iguanodon bernissartensis                                                                |
|                |                                                                                          |
| Hadrosauroidea | \| \| Mantellisaurus atherfieldensis \| \| \| \| \| \| Otros hadrosauroideos \| \| \| \| |
|                | \| \| Mantellisaurus atherfieldensis \| \| \| \| \| \| Otros hadrosauroideos \| \| \| \| |
|                | Mantellisaurus atherfieldensis                                                           |
|                |                                                                                          |
|                | Otros hadrosauroideos                                                                    |
|                |                                                                                          |

|  | Mantellisaurus atherfieldensis |
|  |                                |
|  | Otros hadrosauroideos          |
|  |                                |

|                | Iguanodon bernissartensis                                                                |
|                |                                                                                          |
| Hadrosauroidea | \| \| Mantellisaurus atherfieldensis \| \| \| \| \| \| Otros hadrosauroideos \| \| \| \| |
|                | \| \| Mantellisaurus atherfieldensis \| \| \| \| \| \| Otros hadrosauroideos \| \| \| \| |
|                | Mantellisaurus atherfieldensis                                                           |
|                |                                                                                          |
|                | Otros hadrosauroideos                                                                    |
|                |                                                                                          |

|  | Mantellisaurus atherfieldensis |
|  |                                |
|  | Otros hadrosauroideos          |
|  |                                |

|                | Iguanodon bernissartensis                                                                |
|                |                                                                                          |
| Hadrosauroidea | \| \| Mantellisaurus atherfieldensis \| \| \| \| \| \| Otros hadrosauroideos \| \| \| \| |
|                | \| \| Mantellisaurus atherfieldensis \| \| \| \| \| \| Otros hadrosauroideos \| \| \| \| |
|                | Mantellisaurus atherfieldensis                                                           |
|                |                                                                                          |
|                | Otros hadrosauroideos                                                                    |
|                |                                                                                          |

|  | Mantellisaurus atherfieldensis |
|  |                                |
|  | Otros hadrosauroideos          |
|  |                                |

|                | Iguanodon bernissartensis                                                                |
|                |                                                                                          |
| Hadrosauroidea | \| \| Mantellisaurus atherfieldensis \| \| \| \| \| \| Otros hadrosauroideos \| \| \| \| |
|                | \| \| Mantellisaurus atherfieldensis \| \| \| \| \| \| Otros hadrosauroideos \| \| \| \| |
|                | Mantellisaurus atherfieldensis                                                           |
|                |                                                                                          |
|                | Otros hadrosauroideos                                                                    |
|                |                                                                                          |

|  | Mantellisaurus atherfieldensis |
|  |                                |
|  | Otros hadrosauroideos          |
|  |                                |

|  | Hippodraco scutodens |
|  |                      |
|  | Theiophytalia kerri  |
|  |                      |

|                | Iguanodon bernissartensis                                                                |
|                |                                                                                          |
| Hadrosauroidea | \| \| Mantellisaurus atherfieldensis \| \| \| \| \| \| Otros hadrosauroideos \| \| \| \| |
|                | \| \| Mantellisaurus atherfieldensis \| \| \| \| \| \| Otros hadrosauroideos \| \| \| \| |
|                | Mantellisaurus atherfieldensis                                                           |
|                |                                                                                          |
|                | Otros hadrosauroideos                                                                    |
|                |                                                                                          |

|  | Mantellisaurus atherfieldensis |
|  |                                |
|  | Otros hadrosauroideos          |
|  |                                |

|                | Iguanodon bernissartensis                                                                |
|                |                                                                                          |
| Hadrosauroidea | \| \| Mantellisaurus atherfieldensis \| \| \| \| \| \| Otros hadrosauroideos \| \| \| \| |
|                | \| \| Mantellisaurus atherfieldensis \| \| \| \| \| \| Otros hadrosauroideos \| \| \| \| |
|                | Mantellisaurus atherfieldensis                                                           |
|                |                                                                                          |
|                | Otros hadrosauroideos                                                                    |
|                |                                                                                          |

|  | Mantellisaurus atherfieldensis |
|  |                                |
|  | Otros hadrosauroideos          |
|  |                                |

|                | Iguanodon bernissartensis                                                                |
|                |                                                                                          |
| Hadrosauroidea | \| \| Mantellisaurus atherfieldensis \| \| \| \| \| \| Otros hadrosauroideos \| \| \| \| |
|                | \| \| Mantellisaurus atherfieldensis \| \| \| \| \| \| Otros hadrosauroideos \| \| \| \| |
|                | Mantellisaurus atherfieldensis                                                           |
|                |                                                                                          |
|                | Otros hadrosauroideos                                                                    |
|                |                                                                                          |

|  | Mantellisaurus atherfieldensis |
|  |                                |
|  | Otros hadrosauroideos          |
|  |                                |

|                | Iguanodon bernissartensis                                                                |
|                |                                                                                          |
| Hadrosauroidea | \| \| Mantellisaurus atherfieldensis \| \| \| \| \| \| Otros hadrosauroideos \| \| \| \| |
|                | \| \| Mantellisaurus atherfieldensis \| \| \| \| \| \| Otros hadrosauroideos \| \| \| \| |
|                | Mantellisaurus atherfieldensis                                                           |
|                |                                                                                          |
|                | Otros hadrosauroideos                                                                    |
|                |                                                                                          |

|  | Mantellisaurus atherfieldensis |
|  |                                |
|  | Otros hadrosauroideos          |
|  |                                |

|                | Iguanodon bernissartensis                                                                |
|                |                                                                                          |
| Hadrosauroidea | \| \| Mantellisaurus atherfieldensis \| \| \| \| \| \| Otros hadrosauroideos \| \| \| \| |
|                | \| \| Mantellisaurus atherfieldensis \| \| \| \| \| \| Otros hadrosauroideos \| \| \| \| |
|                | Mantellisaurus atherfieldensis                                                           |
|                |                                                                                          |
|                | Otros hadrosauroideos                                                                    |
|                |                                                                                          |

|  | Mantellisaurus atherfieldensis |
|  |                                |
|  | Otros hadrosauroideos          |
|  |                                |

|                | Iguanodon bernissartensis                                                                |
|                |                                                                                          |
| Hadrosauroidea | \| \| Mantellisaurus atherfieldensis \| \| \| \| \| \| Otros hadrosauroideos \| \| \| \| |
|                | \| \| Mantellisaurus atherfieldensis \| \| \| \| \| \| Otros hadrosauroideos \| \| \| \| |
|                | Mantellisaurus atherfieldensis                                                           |
|                |                                                                                          |
|                | Otros hadrosauroideos                                                                    |
|                |                                                                                          |

|  | Mantellisaurus atherfieldensis |
|  |                                |
|  | Otros hadrosauroideos          |
|  |                                |

|                | Iguanodon bernissartensis                                                                |
|                |                                                                                          |
| Hadrosauroidea | \| \| Mantellisaurus atherfieldensis \| \| \| \| \| \| Otros hadrosauroideos \| \| \| \| |
|                | \| \| Mantellisaurus atherfieldensis \| \| \| \| \| \| Otros hadrosauroideos \| \| \| \| |
|                | Mantellisaurus atherfieldensis                                                           |
|                |                                                                                          |
|                | Otros hadrosauroideos                                                                    |
|                |                                                                                          |

|  | Mantellisaurus atherfieldensis |
|  |                                |
|  | Otros hadrosauroideos          |
|  |                                |

|                | Iguanodon bernissartensis                                                                |
|                |                                                                                          |
| Hadrosauroidea | \| \| Mantellisaurus atherfieldensis \| \| \| \| \| \| Otros hadrosauroideos \| \| \| \| |
|                | \| \| Mantellisaurus atherfieldensis \| \| \| \| \| \| Otros hadrosauroideos \| \| \| \| |
|                | Mantellisaurus atherfieldensis                                                           |
|                |                                                                                          |
|                | Otros hadrosauroideos                                                                    |
|                |                                                                                          |

|  | Mantellisaurus atherfieldensis |
|  |                                |
|  | Otros hadrosauroideos          |
|  |                                |

|                | Iguanodon bernissartensis                                                                |
|                |                                                                                          |
| Hadrosauroidea | \| \| Mantellisaurus atherfieldensis \| \| \| \| \| \| Otros hadrosauroideos \| \| \| \| |
|                | \| \| Mantellisaurus atherfieldensis \| \| \| \| \| \| Otros hadrosauroideos \| \| \| \| |
|                | Mantellisaurus atherfieldensis                                                           |
|                |                                                                                          |
|                | Otros hadrosauroideos                                                                    |
|                |                                                                                          |

|  | Mantellisaurus atherfieldensis |
|  |                                |
|  | Otros hadrosauroideos          |
|  |                                |

|                | Iguanodon bernissartensis                                                                |
|                |                                                                                          |
| Hadrosauroidea | \| \| Mantellisaurus atherfieldensis \| \| \| \| \| \| Otros hadrosauroideos \| \| \| \| |
|                | \| \| Mantellisaurus atherfieldensis \| \| \| \| \| \| Otros hadrosauroideos \| \| \| \| |
|                | Mantellisaurus atherfieldensis                                                           |
|                |                                                                                          |
|                | Otros hadrosauroideos                                                                    |
|                |                                                                                          |

|  | Mantellisaurus atherfieldensis |
|  |                                |
|  | Otros hadrosauroideos          |
|  |                                |

|                | Iguanodon bernissartensis                                                                |
|                |                                                                                          |
| Hadrosauroidea | \| \| Mantellisaurus atherfieldensis \| \| \| \| \| \| Otros hadrosauroideos \| \| \| \| |
|                | \| \| Mantellisaurus atherfieldensis \| \| \| \| \| \| Otros hadrosauroideos \| \| \| \| |
|                | Mantellisaurus atherfieldensis                                                           |
|                |                                                                                          |
|                | Otros hadrosauroideos                                                                    |
|                |                                                                                          |

|  | Mantellisaurus atherfieldensis |
|  |                                |
|  | Otros hadrosauroideos          |
|  |                                |

|                | Iguanodon bernissartensis                                                                |
|                |                                                                                          |
| Hadrosauroidea | \| \| Mantellisaurus atherfieldensis \| \| \| \| \| \| Otros hadrosauroideos \| \| \| \| |
|                | \| \| Mantellisaurus atherfieldensis \| \| \| \| \| \| Otros hadrosauroideos \| \| \| \| |
|                | Mantellisaurus atherfieldensis                                                           |
|                |                                                                                          |
|                | Otros hadrosauroideos                                                                    |
|                |                                                                                          |

|  | Mantellisaurus atherfieldensis |
|  |                                |
|  | Otros hadrosauroideos          |
|  |                                |

|                | Iguanodon bernissartensis                                                                |
|                |                                                                                          |
| Hadrosauroidea | \| \| Mantellisaurus atherfieldensis \| \| \| \| \| \| Otros hadrosauroideos \| \| \| \| |
|                | \| \| Mantellisaurus atherfieldensis \| \| \| \| \| \| Otros hadrosauroideos \| \| \| \| |
|                | Mantellisaurus atherfieldensis                                                           |
|                |                                                                                          |
|                | Otros hadrosauroideos                                                                    |
|                |                                                                                          |

|  | Mantellisaurus atherfieldensis |
|  |                                |
|  | Otros hadrosauroideos          |
|  |                                |

|                | Iguanodon bernissartensis                                                                |
|                |                                                                                          |
| Hadrosauroidea | \| \| Mantellisaurus atherfieldensis \| \| \| \| \| \| Otros hadrosauroideos \| \| \| \| |
|                | \| \| Mantellisaurus atherfieldensis \| \| \| \| \| \| Otros hadrosauroideos \| \| \| \| |
|                | Mantellisaurus atherfieldensis                                                           |
|                |                                                                                          |
|                | Otros hadrosauroideos                                                                    |
|                |                                                                                          |

|  | Mantellisaurus atherfieldensis |
|  |                                |
|  | Otros hadrosauroideos          |
|  |                                |

|                | Iguanodon bernissartensis                                                                |
|                |                                                                                          |
| Hadrosauroidea | \| \| Mantellisaurus atherfieldensis \| \| \| \| \| \| Otros hadrosauroideos \| \| \| \| |
|                | \| \| Mantellisaurus atherfieldensis \| \| \| \| \| \| Otros hadrosauroideos \| \| \| \| |
|                | Mantellisaurus atherfieldensis                                                           |
|                |                                                                                          |
|                | Otros hadrosauroideos                                                                    |
|                |                                                                                          |

|  | Mantellisaurus atherfieldensis |
|  |                                |
|  | Otros hadrosauroideos          |
|  |                                |

|                | Iguanodon bernissartensis                                                                |
|                |                                                                                          |
| Hadrosauroidea | \| \| Mantellisaurus atherfieldensis \| \| \| \| \| \| Otros hadrosauroideos \| \| \| \| |
|                | \| \| Mantellisaurus atherfieldensis \| \| \| \| \| \| Otros hadrosauroideos \| \| \| \| |
|                | Mantellisaurus atherfieldensis                                                           |
|                |                                                                                          |
|                | Otros hadrosauroideos                                                                    |
|                |                                                                                          |

|  | Mantellisaurus atherfieldensis |
|  |                                |
|  | Otros hadrosauroideos          |
|  |                                |

|  | Hippodraco scutodens |
|  |                      |
|  | Theiophytalia kerri  |
|  |                      |

|                | Iguanodon bernissartensis                                                                |
|                |                                                                                          |
| Hadrosauroidea | \| \| Mantellisaurus atherfieldensis \| \| \| \| \| \| Otros hadrosauroideos \| \| \| \| |
|                | \| \| Mantellisaurus atherfieldensis \| \| \| \| \| \| Otros hadrosauroideos \| \| \| \| |
|                | Mantellisaurus atherfieldensis                                                           |
|                |                                                                                          |
|                | Otros hadrosauroideos                                                                    |
|                |                                                                                          |

|  | Mantellisaurus atherfieldensis |
|  |                                |
|  | Otros hadrosauroideos          |
|  |                                |

|                | Iguanodon bernissartensis                                                                |
|                |                                                                                          |
| Hadrosauroidea | \| \| Mantellisaurus atherfieldensis \| \| \| \| \| \| Otros hadrosauroideos \| \| \| \| |
|                | \| \| Mantellisaurus atherfieldensis \| \| \| \| \| \| Otros hadrosauroideos \| \| \| \| |
|                | Mantellisaurus atherfieldensis                                                           |
|                |                                                                                          |
|                | Otros hadrosauroideos                                                                    |
|                |                                                                                          |

|  | Mantellisaurus atherfieldensis |
|  |                                |
|  | Otros hadrosauroideos          |
|  |                                |

|                | Iguanodon bernissartensis                                                                |
|                |                                                                                          |
| Hadrosauroidea | \| \| Mantellisaurus atherfieldensis \| \| \| \| \| \| Otros hadrosauroideos \| \| \| \| |
|                | \| \| Mantellisaurus atherfieldensis \| \| \| \| \| \| Otros hadrosauroideos \| \| \| \| |
|                | Mantellisaurus atherfieldensis                                                           |
|                |                                                                                          |
|                | Otros hadrosauroideos                                                                    |
|                |                                                                                          |

|  | Mantellisaurus atherfieldensis |
|  |                                |
|  | Otros hadrosauroideos          |
|  |                                |

|                | Iguanodon bernissartensis                                                                |
|                |                                                                                          |
| Hadrosauroidea | \| \| Mantellisaurus atherfieldensis \| \| \| \| \| \| Otros hadrosauroideos \| \| \| \| |
|                | \| \| Mantellisaurus atherfieldensis \| \| \| \| \| \| Otros hadrosauroideos \| \| \| \| |
|                | Mantellisaurus atherfieldensis                                                           |
|                |                                                                                          |
|                | Otros hadrosauroideos                                                                    |
|                |                                                                                          |

|  | Mantellisaurus atherfieldensis |
|  |                                |
|  | Otros hadrosauroideos          |
|  |                                |

|                | Iguanodon bernissartensis                                                                |
|                |                                                                                          |
| Hadrosauroidea | \| \| Mantellisaurus atherfieldensis \| \| \| \| \| \| Otros hadrosauroideos \| \| \| \| |
|                | \| \| Mantellisaurus atherfieldensis \| \| \| \| \| \| Otros hadrosauroideos \| \| \| \| |
|                | Mantellisaurus atherfieldensis                                                           |
|                |                                                                                          |
|                | Otros hadrosauroideos                                                                    |
|                |                                                                                          |

|  | Mantellisaurus atherfieldensis |
|  |                                |
|  | Otros hadrosauroideos          |
|  |                                |

|                | Iguanodon bernissartensis                                                                |
|                |                                                                                          |
| Hadrosauroidea | \| \| Mantellisaurus atherfieldensis \| \| \| \| \| \| Otros hadrosauroideos \| \| \| \| |
|                | \| \| Mantellisaurus atherfieldensis \| \| \| \| \| \| Otros hadrosauroideos \| \| \| \| |
|                | Mantellisaurus atherfieldensis                                                           |
|                |                                                                                          |
|                | Otros hadrosauroideos                                                                    |
|                |                                                                                          |

|  | Mantellisaurus atherfieldensis |
|  |                                |
|  | Otros hadrosauroideos          |
|  |                                |

|                | Iguanodon bernissartensis                                                                |
|                |                                                                                          |
| Hadrosauroidea | \| \| Mantellisaurus atherfieldensis \| \| \| \| \| \| Otros hadrosauroideos \| \| \| \| |
|                | \| \| Mantellisaurus atherfieldensis \| \| \| \| \| \| Otros hadrosauroideos \| \| \| \| |
|                | Mantellisaurus atherfieldensis                                                           |
|                |                                                                                          |
|                | Otros hadrosauroideos                                                                    |
|                |                                                                                          |

|  | Mantellisaurus atherfieldensis |
|  |                                |
|  | Otros hadrosauroideos          |
|  |                                |

|                | Iguanodon bernissartensis                                                                |
|                |                                                                                          |
| Hadrosauroidea | \| \| Mantellisaurus atherfieldensis \| \| \| \| \| \| Otros hadrosauroideos \| \| \| \| |
|                | \| \| Mantellisaurus atherfieldensis \| \| \| \| \| \| Otros hadrosauroideos \| \| \| \| |
|                | Mantellisaurus atherfieldensis                                                           |
|                |                                                                                          |
|                | Otros hadrosauroideos                                                                    |
|                |                                                                                          |

|  | Mantellisaurus atherfieldensis |
|  |                                |
|  | Otros hadrosauroideos          |
|  |                                |

|                | Iguanodon bernissartensis                                                                |
|                |                                                                                          |
| Hadrosauroidea | \| \| Mantellisaurus atherfieldensis \| \| \| \| \| \| Otros hadrosauroideos \| \| \| \| |
|                | \| \| Mantellisaurus atherfieldensis \| \| \| \| \| \| Otros hadrosauroideos \| \| \| \| |
|                | Mantellisaurus atherfieldensis                                                           |
|                |                                                                                          |
|                | Otros hadrosauroideos                                                                    |
|                |                                                                                          |

|  | Mantellisaurus atherfieldensis |
|  |                                |
|  | Otros hadrosauroideos          |
|  |                                |

|                | Iguanodon bernissartensis                                                                |
|                |                                                                                          |
| Hadrosauroidea | \| \| Mantellisaurus atherfieldensis \| \| \| \| \| \| Otros hadrosauroideos \| \| \| \| |
|                | \| \| Mantellisaurus atherfieldensis \| \| \| \| \| \| Otros hadrosauroideos \| \| \| \| |
|                | Mantellisaurus atherfieldensis                                                           |
|                |                                                                                          |
|                | Otros hadrosauroideos                                                                    |
|                |                                                                                          |

|  | Mantellisaurus atherfieldensis |
|  |                                |
|  | Otros hadrosauroideos          |
|  |                                |

|                | Iguanodon bernissartensis                                                                |
|                |                                                                                          |
| Hadrosauroidea | \| \| Mantellisaurus atherfieldensis \| \| \| \| \| \| Otros hadrosauroideos \| \| \| \| |
|                | \| \| Mantellisaurus atherfieldensis \| \| \| \| \| \| Otros hadrosauroideos \| \| \| \| |
|                | Mantellisaurus atherfieldensis                                                           |
|                |                                                                                          |
|                | Otros hadrosauroideos                                                                    |
|                |                                                                                          |

|  | Mantellisaurus atherfieldensis |
|  |                                |
|  | Otros hadrosauroideos          |
|  |                                |

|                | Iguanodon bernissartensis                                                                |
|                |                                                                                          |
| Hadrosauroidea | \| \| Mantellisaurus atherfieldensis \| \| \| \| \| \| Otros hadrosauroideos \| \| \| \| |
|                | \| \| Mantellisaurus atherfieldensis \| \| \| \| \| \| Otros hadrosauroideos \| \| \| \| |
|                | Mantellisaurus atherfieldensis                                                           |
|                |                                                                                          |
|                | Otros hadrosauroideos                                                                    |
|                |                                                                                          |

|  | Mantellisaurus atherfieldensis |
|  |                                |
|  | Otros hadrosauroideos          |
|  |                                |

|                | Iguanodon bernissartensis                                                                |
|                |                                                                                          |
| Hadrosauroidea | \| \| Mantellisaurus atherfieldensis \| \| \| \| \| \| Otros hadrosauroideos \| \| \| \| |
|                | \| \| Mantellisaurus atherfieldensis \| \| \| \| \| \| Otros hadrosauroideos \| \| \| \| |
|                | Mantellisaurus atherfieldensis                                                           |
|                |                                                                                          |
|                | Otros hadrosauroideos                                                                    |
|                |                                                                                          |

|  | Mantellisaurus atherfieldensis |
|  |                                |
|  | Otros hadrosauroideos          |
|  |                                |

|                | Iguanodon bernissartensis                                                                |
|                |                                                                                          |
| Hadrosauroidea | \| \| Mantellisaurus atherfieldensis \| \| \| \| \| \| Otros hadrosauroideos \| \| \| \| |
|                | \| \| Mantellisaurus atherfieldensis \| \| \| \| \| \| Otros hadrosauroideos \| \| \| \| |
|                | Mantellisaurus atherfieldensis                                                           |
|                |                                                                                          |
|                | Otros hadrosauroideos                                                                    |
|                |                                                                                          |

|  | Mantellisaurus atherfieldensis |
|  |                                |
|  | Otros hadrosauroideos          |
|  |                                |

|                | Iguanodon bernissartensis                                                                |
|                |                                                                                          |
| Hadrosauroidea | \| \| Mantellisaurus atherfieldensis \| \| \| \| \| \| Otros hadrosauroideos \| \| \| \| |
|                | \| \| Mantellisaurus atherfieldensis \| \| \| \| \| \| Otros hadrosauroideos \| \| \| \| |
|                | Mantellisaurus atherfieldensis                                                           |
|                |                                                                                          |
|                | Otros hadrosauroideos                                                                    |
|                |                                                                                          |

|  | Mantellisaurus atherfieldensis |
|  |                                |
|  | Otros hadrosauroideos          |
|  |                                |

|                | Iguanodon bernissartensis                                                                |
|                |                                                                                          |
| Hadrosauroidea | \| \| Mantellisaurus atherfieldensis \| \| \| \| \| \| Otros hadrosauroideos \| \| \| \| |
|                | \| \| Mantellisaurus atherfieldensis \| \| \| \| \| \| Otros hadrosauroideos \| \| \| \| |
|                | Mantellisaurus atherfieldensis                                                           |
|                |                                                                                          |
|                | Otros hadrosauroideos                                                                    |
|                |                                                                                          |

|  | Mantellisaurus atherfieldensis |
|  |                                |
|  | Otros hadrosauroideos          |
|  |                                |